# IC 4556
IC 4556 је елиптична галаксија у сазвјежђу Змија која се налази на листи објеката дубоког неба у Индекс каталогу.
Деклинација објекта је + 25° 17' 52" а ректасцензија 15h 35m 22,4s. Привидна величина (магнитуда) објекта IC 4556 износи 13,9 а фотографска магнитуда 14,9. IC 4556 је још познат и под ознакама MCG 4-37-7, CGCG 136-21, NPM1G +25.0393, PGC 55523.